# Вулиця Колосова (Мелітополь)
Вулиця Колосова — вулиця в Мелітополі. Починається глухим кутом, йде паралельно 1-му провулку Малюги і закінчується перехрестям з 2-м провулком Малюги. Забудована приватними будинками.

## Назва
Вулиця названа на честь Владислава В'ячеславовича Колосова (1956-1987), мелітопольського пожежника, який героїчно загинув під час боротьби з пожежею на Мелітопольському консервному заводі.

## Історія
Рішення про прорізку та найменування вулиці затверджено 18 серпня 1988 року.